# Lill-Suonger
Lill-Suonger är en sjö i Arjeplogs kommun i Lappland och ingår i Skellefteälvens huvudavrinningsområde. Sjön har en area på 0,249 kvadratkilometer och ligger 441 meter över havet.

## Delavrinningsområde
Lill-Suonger ingår i det delavrinningsområde (733802-157099) som SMHI kallar för Mynnar i Uddjaure. Medelhöjden är 445 meter över havet och ytan är 11,29 kvadratkilometer. Det finns inga avrinningsområden uppströms utan avrinningsområdet är högsta punkten. Vattendraget som avvattnar avrinningsområdet har biflödesordning 2, vilket innebär att vattnet flödar genom totalt 2 vattendrag innan det når havet efter 274 kilometer. Avrinningsområdet består mestadels av skog (62 procent) och sankmarker (28 procent). Avrinningsområdet har 1,22 kvadratkilometer vattenytor vilket ger det en sjöprocent på 10,8 procent.